# Nepotizem
Nepotízem je dajanje prednosti, privilegijev ali položaja sorodnikom ali bližnjim prijateljem na nekem poklicu ali področju. Ta področja lahko med drugim vključujejo: poslovanje, politiko, akademsko sfero, zabavo, šport, religijo in druge dejavnosti.
Izraz je nastal, ko so katoliški papeži in škofje na pomembne položaje imenovali nečake. Danes se izraz uporablja za favoriziranje sorodnikov in prijateljev s podeljevanjem uglednih delovnih mest, z višanjem njihovih pristojbin in z javnim odobravanjem njihovih političnih stališč. Svoje vrste nepotizem je tudi podeljevanje materialnih ugodnosti pripadnikom svoje politične stranke, npr. oprostitev nekaterih davčnih ali najemnih dajatev.
Nepotizem so od antike naprej kritizirali številni filozofi, vključno z Aristotelom, Tiruvaluvarjem in Konfucijem, in so ga obsojali kot zlo in nespamet.

## Zgodovinski pregled
V Papeški državi je bila navada, da so papeži dodeljevali visoke cerkvene službe svojim sorodnikom ne glede na njihove sposobnosti. Beseda nepotizem izhaja iz latinskega izraza nepos, ki pomeni nečak ali vnuk, saj so bili glavni koristniki teh služb najprej papeževi naravni sinovi, ki so bili predstavljeni kot nečaki.
Postopek je bil znan že za časa Inocenca III. (1198-1216) in Bonifacija VIII. (1294-1303), vendar za obdobje »velikega nepotizma« splošno velja čas od Martina V. (1417-1431) do Pavla IV. (1555-1559), medtem ko traja »mali nepotizem« od Pija IV. (1559-1565) do Pija VI. (1775-1779).
Po mnenju nekaterih zgodovinarjev je bil zgodnji nepotizem odgovor na monarhično ureditev tedanjih evropskih velesil. Ker je bilo v verskem pogledu nesprejemljivo, da bi imeli papeži naravno nasledstvo, so se določene dinastije obdržale v vodstvu Papeške države s podeljevanjem oblasti sorodnikom. V tem pogledu je bil nepotizem koristno sredstvo za ohranitev državne enotnosti.
V šestnajstem in sedemnajstem stoletju, ko je postajalo jasno, da država ne bo več dosegla nekdanjega blišča, se je uveljavila nekoliko drugačna različica nepotizma. Cilj ni bil več utrditev vodilnega položaja, temveč zavezništvo z rimsko aristokracijo. Službe, ki so jih podeljevali papeži, niso bile več odskočna deska za papežev sedež, temveč so predstavljale sodelovanje bogatih rimskih dinastij pri vzdrževanju oblasti. Danes bi rekli, da se je absolutistična monarhija spreminjala v svoje vrste parlamentarno državo, v kateri so imeli volilno pravico le pripadniki plemstva. Tako je dobila npr. novo poslanstvo podoba »kardinala nečaka«, ki je bil običajno papežev sorodnik; s papežem Pavlom V. (1605) ni bil več le njegov zasebni tajnik, temveč pooblaščenec za »iskanje in zagotavljanje stalne socialne in ekonomske rasti dinastije vladajočega papeža v vrstah rimske aristokracije« . S to politiko je država podaljšala svojo dobo za tri stoletja in rimska aristokracija se je močno okrepila. Najprej so prišle na oblast družine Colonna, Borgia, Piccolomini, Riario in Sforza, pozneje pa še Pamphili, Boncompagni, Aldobrandini, Borghese, Ludovisi, Barberini, Altieri, Braschi.

## Izvor nepotizma
Že pri živalih je jasno opazen razvoj nepotizma kot del zgodnje evolucije in služi prepoznavanju sorodnikov in posledično tudi preživetju vrste in ohranitvi potomcev. Glede na to, da je altruistično vedenje med skupinami živali genetsko zasnovano (in ne lastnost posameznika), lahko sklepamo, da je skrb za družino nekaj naravnega tudi pri človeku. Torej nepotizem ni le družbeno konstruiran, ampak tudi delno biološko predisponiran.
Ljudje smo po naravi in kot posledica kulture v kateri živimo, bolj ali manj egoistični in bolj ali manj altruistični, nepotizem kot dejanje pa se nahaja ravno nekje v sredini med altruizmom in egoizmom. Do nepotizma prihaja zato, ker se ljudje po naravi obnašamo različno do tujcev in tistih ljudi, s katerimi imamo določene vezi, kot npr. biološke (sorodstvo) ali prijateljske. Nastanek nepotizma je povezan s prehodom družbe iz predindustrijske v industrijsko, ki jo predstavlja skupnost, ki temelji na sorodstvenih vezeh. Za takšno skupnost, je značilna socialna solidarnost, od posameznikov pa se pričakuje generalizirana recipročnost, kar pomeni, da bodo posamezniki prostovoljno, brez drugih motivov želeli pomagati drugemu posamezniku iz iste skupine. Tesnejša kot so razmerja med posamezniki, večja in močnejša je recipročnost, za uravnoteženost pa je pomembna altruistična pomoč po principu »jaz dam - ti daš«.  Če želimo razumeti nepotizem, moramo razumeti socialno izmenjavo, ki temelji na prepričanju, da bomo v razmerju z drugim nekaj dali, v zameno pa enkrat nekaj dobili tudi nazaj.

## Tipi nepotizma
Nekateri avtorji omenjajo dva tipa nepotizma – recipročni in upravičeni nepotizem.
Recipročni nepotizem je značilen za družine in zajema obveznosti vračanja in izboljšuje socialno izmenjavo, storiti nekaj za drugega pa ni obveza, ampak predvsem želja.
Povezan je s tremi pogoji:
- Soodvisnost
- Obseg izmenjave
- Norme, ki podpirajo določeno obligacijo med družinskimi člani

Upravičeni nepotizem pa definiramo kot zaposlovanje na podlagi sorodstvenih vez, brez upoštevanja sorodstvenih razmer. Do tega lahko pride zaradi družinske kulture v primeru družinskih podjetij, ko so do zaposlitve upravičeni nasledniki ali drugi sorodniki. Če upravičeni nasledniki ne občutijo dovolj pritiska za doseganje uspešnosti, je lahko upravičeni nepotizem za podjetje tudi škodljiv.

## Zakaj se podjetja odločajo za nepotizem
Najpogosteje se nepotizem pojavlja v manjših družinskih podjetjih, saj so delovna mesta v vodstvu pogosto že »rezervirana«. Tudi raziskave potrjujejo, da je nepotistična praksa v takšnih podjetjih dokaj prisotna, vendar pa se nekatere družine pogosteje odločajo zanj kot druge. Vodstveni kader v družinskih podjetjih pogosto stremi k temu, da bo podedoval “dobro” (uveljavljeno) družinsko ime in družinsko zapuščino ter posledično skrbel za bodoče generacije (jim prinašal ugodnosti). Vendar pa obenem obstaja možnost tveganja za izgubo možnosti, da je podjetje uspešno dolgo število let (npr. z zaposlovanjem za določeno delovno mesto nekvalificiranih delavcev). Gre torej za t.i. tveganje z različnimi možnimi izidi (angl. mixed gambles).

## Pozitivne in negativne plati nepotizma
Četudi družina pogosto vpliva na posameznikove karierne odločitve, večina ljudi pa uporablja tudi lastne veze in poznanstva pri iskanju službe, je nepotistična praksa problematična z več vidikov.
- Nepotizem predstavlja nasprotje ideji o pravičnem ocenjevanju vseh potencialnih kandidatov za določeno delovno mesto. Neprimerne prednosti so lahko deležni družinski člani, ki potrebnih spretnosti za prijavljeno delovno mesto nimajo. Tako lahko nepotistična praksa deluje proti skupnemu dobremu, saj pomanjkanje zahtevanih spretnosti za opravljanje določenega dela škoduje družbi.
- Z uporabo takšnih praks je ogrožena transparentnost delovanja vladnega zaposlovanja, saj zaposlovanje oseb s pomanjkljivimi izkušnjami in kompetencami spodkopava zaupanje, moralo in vero v integritetno delovanje vlade.
- Med družinskimi člani v istem podjetju lahko pride do konfliktov, kar spodkopava komunikacijo na delovnem mestu, to pa lahko vodi do težav pri ločevanju družine in dela.
- Odnosi med družinskimi člani, ki so sodelavci, lahko vodi tudi v neetične prakse pri delu (npr. zlorabe moči, pristranskost pri reševanju problemov), kar škoduje tako osebnemu odnosu kot podjetju. Ne gre namreč le za zaposlovanje, temveč tudi za splošni problem vpliva oz. moči družinskih članov na uradno osebo.
- Pride lahko do škode vzdržljivosti in ekonomski uspešnosti družinskega podjetja - v kolikor zaposleni za delovno mesto niso usposobljeni.
- Nepotizem vpliva tudi na bolj negativen odnos do organizacije, učinek na zadovoljstvo z delom pa ni bil dokazan[13].

Nepotizem ima lahko tudi določene prednosti.
- Družinski člani, ki so istočasno zaposleni v določenem podjetju, dajejo občutek varnosti, zvestobe in zaupanja funkcionarjem, kar spodbuja pozitivno organizacijsko klimo, posledično pa vpliva na širšo družbo.
- Pri opravljanju določenih del (npr. delo na plantažah[10]) se družinski člani-sodelavci med seboj spodbujajo k čim boljšemu opravljanju dela, kar povečuje nivo kohezije v podjetju.
- Zaposlovanje partnerjev v isto podjetje zmanjšuje njun konflikt pri ločevanju službe in družine in jima nudi potrebno prilagodljivost pri sledenju obema področjema. Nekateri avtorji[11] menijo, da nepotizem v tem pogledu na novo osmišlja pomen “družini prijaznega podjetja”.
- Zaposlovanje sorodnikov v družinsko podjetje vpliva na večjo vdanost in dostopnost delovne sile, v podjetju pa ostaja tudi predan družinski talent.
- Nepotizem ustvarja poleg predanosti tudi stabilnost in kontinuiteto v podjetju, ohranja se tradicija in kultura[14] (novo zaposleni sorodnik se skuša podjetju dokazati, zato vloži več truda v delo navkljub slabim pogojem dela).
- Zaposlovanje na podlagi sorodstvenih vezi je lahko tudi vidik konkurenčnosti - družinska podjetja imajo v tem pogledu tekmovalno prednost (v obliki motivirane in utečene delovne sile) pred “nedružinskimi podjetji”[12].

Zaposlovanje sorodnikov ni nujno slaba praksa, v kolikor so pri zaposlovanju zadoščeni zaposlitveni pogoji, odnose med delavci-sorodniki pa se opazuje in nadzoruje. Obstajajo tudi biološke težnje nudenja pomoči našim bližnjim (sorodnikom) pred nudenjem pomoči drugim, kar se v “živalski literaturi” imenuje vključujoča primernost (angl. inclusive fitness).

## Vplivi nepotizma in protinepotistične politike na koristnike
Nepotizem velja za negativno prakso (kar 1500 ameriških poslovnežev v raziskavi revije Harvard Business Review iz leta 1965 je imelo do nepotizma negativen odnos). Ena možnih razlag za to je zaznan konflikt s tipičnimi ameriškimi vrednotami egalitarizma in zanašanja nase. Negativen odnos do tovrstnih praks je vzpodbudil nekatera podjetja k implementaciji protinepotistične politike (10 do 40 % organizacij s protinepotističnimi formalnimi pravili, 60 % organizacij ob istočasnem upoštevanju neformalnih pravil).

### Vpliv protinepotistične politike na partnerje
Z vzpostavljanjem protinepotistične politike v podjetjih pa se vzpostavlja svojevrsten problem. Poleg medgeneracijskega nepotizma (tj. zaposlovanja družinskih članov iz dveh ali več generacij) takšne omejitve namreč prepovedujejo tudi zaposlovanje zakoncev v isti organizaciji oz. onemogočajo želje delavcev, kot je poroka (npr. v kolikor se dva sodelavca poročita, s tem ogrožata politiko podjetja). Takšnim parom (kjer sta zaposlena oba partnerja) je zaradi konflikta med delom in družino otežkočeno karierno napredovanje, obe področji pa bi lažje koordinirali z delom v isti organizaciji.

### Vpliv protinepotistične politike na družinska podjetja
Prevpraševanje potrebnosti in zaželenosti protinepotistične politike je potrebno tudi zaradi pomena družinskih podjetij, ki veliko prispevajo h gospodarstvu in ekonomiji (npr. na lestvici največjih svetovnih podjetij Fortune 500 je kar 40 % družinskih podjetij, ta pa prispevajo kar 50 % ameriškega bruto domačega proizvoda). Njihova prednost in uspešnost naj bi izhajala prav iz zanašanja na nepotistično prakso.

### Nepotizem pri zaposlovanju vodje
Raziskave, ki nepotizem uvrščajo med pristranskosti do določenih lastnosti kandidatov pri zaposlovanju, ugotavljajo negativne posledice tovrstne prakse na zaposlenega-vodjo. Podrejeni v podjetju imajo bolj negativen pogled na svojega nadrejenega, če mislijo, da je bil zaposlen zaradi sorodstvenih vezi. Po drugi strani pa naj bi bila pozitivna posledica zaposlovanja na podlagi sorodstvenih vezi zaznavanje boljših odnosov med podrejenimi in vodstvom (ker je njihov nadrejeni sorodnik drugih vodstvenih delavcev).

## Nepotizem v Sloveniji
V Sloveniji po nekaterih ocenah nepotizma ni toliko kot v nekaterih drugih državah (npr. južnoameriške, afriške države), a ostaja prikrit zaradi neustreznih mehanizmov preprečevanja tega pojava in večje osredotočenosti na druge oblike korupcije. Slovenci menimo, da je nepotizem v slovenskem prostoru dokaj prisoten in vpliva na poslovanje slovenskih podjetij (primer: "Raziskava o gospodarskem in poslovnem okolju" iz leta 2002). Vendar pa se naš odnos do nepotistične prakse razlikuje glede na to, kje in zaradi česa se ta praksa uporablja - npr. pogosto je nepotizem skorajda “naraven” način zaposlovanja v družinskih podjetjih, neproblematična je tudi enaka obravnava kandidata za delovno mesto, ki je za to usposobljen in je obenem sorodnik zaposlenega v istem podjetju, za mnoge pa je nepotizem povsem nepravičen na položajih moči. Razlike se pojavljajo tudi pri odnosu do nepotistične prakse v javnem in zasebnem sektorju - v zasebni sferi dela velja prepričanje, da je nepotizem “nujno zlo” in skrb za podjetje ter zaposlene, krivično pa je zaposlovanje po sorodstvenih vezeh v javnih institucijah, saj te delujejo v dobro javnega interesa, financirajo pa jih državljani sami.

## Antinepotizem
S kritikami nepotizma so se pojavila tudi antinepotistična pravila, ki jih definiramo kot prepoved zaposlovanja, nudenja napredovanja ali relociranja družinskega člana na položaj nadzornika.
Pravila so bila zasnovana predvsem na zaposlovanju poročenih parov, ki bi lahko v podjetje prinesel tudi osebne prepire in negativno vplivali na efektivnost, ali pa zaradi razmerja pridobil nepravično prednost pred ostalimi zaposlenimi, razvrstimo pa jih v štiri kategorije:
- Prepoved zaposlovanja sorodnikov v organizaciji, tudi če gre za locirano enoto
- Prepoved zaposlovanja sorodnikov na isti lokaciji
- Prepoved zaposlovanja sorodnikov na istem oddelku
- Prepoved zaposlovanja sorodnikov na položaje, ki bi jim zagotavljali nadzor drugega sorodnika

### Zakonodaja in možni ukrepi[8]
Področje, ki se dotika prakse zaposlovanja, urejajo Zakon o javnih uslužbencih, Zakon o integriteti in preprečevanju korupcije in Zakon o delovnih razmerjih.
Zakon o javnih uslužbencih (ZJU-UPB3, 2007) govori o pomembnosti enakopravne dostopnosti delovnih mest vsem zainteresiranim kandidatom (7. člen), zakon pa sam po sebi ne prepoveduje nepotizma, v kolikor je kandidat sposoben za to delovno mesto.
Zakon o integriteti in preprečevanju korupcije (ZIntPK, 2011) se ukvarja z omejevanjem (preprečevanjem) korupcije z namenom krepitve delovanja pravne države. Družinski člani predstavljajo premoženjsko korist oz. zasebni interes uradne osebe (4. člen), slednji pa je z dotičnim zakonom uradnim osebam prepovedan. Družinskim članom se prepoveduje tudi dajanje daril in drugih koristi funkcionarju, ki bi utegnila vplivati na njegovo nepristransko opravljanje svoje funkcije (30. člen). Omejuje se tudi poslovanje družinskih članov s funkcionarjem, v kolikor je slednji član poslovodstva ali pa je udeležen pri ustanoviteljskih pravicah (tj. pri opravljanju s kapitalom) (35. člen).
Nenazadnje obstaja tudi Zakon o delovnih razmerjih (ZDR-1, 2013), ki delodajalcem zapoveduje enako obravnavo vseh kandidatov za delovno mesto, tako tudi zaposlenim in tistim v postopku prenehanja pogodbe o zaposlitvi ne glede na osebne okoliščine, kot so barva kože, versko prepričanje, spol, spolna usmerjenost, družinsko stanje idr. (6. člen).
V nobenem od omenjenih zakonov tako ni specifične prepovedi zoper nepotizem, še posebej v primeru nepravičnega privilegija zaposlovanja sorodnikov, ki za delovno mesto niso ustrezno usposobljeni. Poleg pomanjkljive zakonodaje na tem področju pa ni zadostna niti vključenost državljanov pri preganjanju te oblike korupcije, ki imajo nanjo mešane poglede. Kot možne rešitve velja navesti spremembe družinskih vrednot in večanje etičnosti posameznikov (zaposlovalcev in potencialnih kandidatov), ključni pa sta stroka, ki bi pojav raziskala in objektivno opisala, in ustrezna osveščenost javnosti glede negativnih posledic nepotizma. Vendar ostaja vprašanje smiselnosti sprememb zakoreninjene nepotistične prakse, še posebej ko nanjo gledamo z vidika skrbi za prihodnje generacije.